# Circa Survive
Circa Survive is een Amerikaanse progressieve rockband uit Philadelphia (Pennsylvania). Het werd in 2004 opgericht door Anthony Green (voorheen zanger van Saosin), Nick Beard (voorheen Taken), Steve Clifford, Brendan Ekstrom en Colin Frangicetto (beide voorheen This Day Forward).

## Bezetting
- Anthony Green[1] (zang)
- Brendan Ekstrom[2] (gitaar)
- Colin Frangicetto[3] (gitaar)
- Nick Beard[4] (basgitaar)
- Steve Clifford[5] (drums)

## Geschiedenis
In 2004 reisde Anthony Green, toen vast lid van Saosin, waarin al verschillende platenmaatschappijen interesse toonden, voor een afspraak bij de tandarts naar Philadelphia (Pennsylvania). Hij bezocht ook zijn vriend Colin Frangicetto en speelde muziek met hem. Op zijn terugreis naar Californië verbleef hij langere tijd in Phoenix (Arizona), waar hij besloot Saosin te verlaten en een formatie te formeren met Frangicetto. De redenen hiervoor waren enerzijds muzikale en persoonlijke verschillen: Green vond geen muzikale vervulling in de meer metalgeoriënteerde muziek van Saosin en bovendien was hij, naar eigen mening, terughoudend om de houding van zijn medemuzikanten aan te nemen om muziek te maken met de bijbedoeling van rijkdom en succes.
In 2005 verscheen het debuutalbum Juturna bij Equal Vision Records (Cargo Records distributie). De naam van het album is afgeleid van de Romeinse godin Juturna, die als godin van fonteinen en bronnen symbool staat voor een nieuw begin, net zoals het album was voor de vijf muzikanten. Tekstueel zijn er veel verwijzingen naar de film Forget me not! met Jim Carrey en Kate Winslet, die destijds erg druk en invloedrijk was bij Anthony Green, maar je kunt niet zeggen dat Juturna een conceptalbum was. Het laatste nummer Meet me in Montauk verwijst echter hoogstwaarschijnlijk naar de scène in de film, waarin Carrey hals over kop naar Montauk rijdt. Daarna speelde de band een deel van de Warped Tour en een Europese tournee ter ondersteuning van Thrice en Coheed and Cambria. Op 8 januari 2007 begon de opname voor het tweede album in de Salad Days Studio met Brian McTernan. On Letting Go werd op 29 mei 2007 in Amerika uitgebracht.

## Discografie
- 2004: The Inuit Sessions ep (Equal Vision Records)
- 2005: Juturna (Equal Vision Records)
- 2007: On Letting Go (Equal Vision Records)
- 2010: Blue Sky Noise (Atlantic Records)
- 2010: Appendage ep (Atlantic Records)
- 2012: Violent Waves (DIY)
- 2014: Descensus (Sumerian Records)
- 2017: The Amulet (Hopeless Records)